# Das Versteck
Das Versteck ist ein vom DEFA-Studio für Spielfilme, Gruppe „Johannisthal“, produzierter Liebesfilm. Seine Aufführung in der DDR wurde fast zwei Jahre behindert, nachdem der Hauptdarsteller Manfred Krug nach dem Protest gegen die Ausbürgerung von Wolf Biermann zuerst kaltgestellt worden und dann in die BRD übergesiedelt war.
Der Film lief schließlich am 6. November 1978 in ausgewählten Kinos der DDR an. In der Bundesrepublik Deutschland erfolgte die Kinopremiere am 24. August 1979.

## Handlung
Max und Wanda haben sich scheiden lassen. Nach der Trennung merkt Max, wie sehr ihm seine ehemalige Partnerin fehlt, und er beschließt, sie zurückzugewinnen. Er schickt seinen Kollegen Ludorf zu Wanda, der sich als Kriminalist ausweist und vorgibt, nach Max zu suchen. Später taucht Max selbst auf und überredet Wanda, ihn in ihrer Wohnung vor der Polizei zu verstecken. In den folgenden Tagen versucht er, Wanda zurückzugewinnen. Wandas neuem Freund Bibow gefällt das nicht, und er meldet das Versteck des vermeintlich Gesuchten der Polizei, die aber nicht einschreitet, weil gegen Max nichts vorliegt. Max und Wanda kommen sich näher, erinnern sich an ihre Beziehung und an die Gründe ihrer Trennung. Am Ende trennt sich Wanda von Bibow, setzt aber auch die Beziehung mit Max nicht fort.

## Kritik
„Um gerechte Abwägung der Standpunkte bemühter, psychologisch einfühlsamer Film, der seine moderne Beziehungsgeschichte auf dem Hintergrund der gesellschaftlichen Verhältnisse in der DDR erzählt. Fesselnd vor allem durch das lebendige Spiel und die hintergründige Ironie. Wegen der Ausreise von Manfred Krug in die BRD wurde der Film fast zwei Jahre verboten und dann nur mit wenigen Kopien gestartet.“

„Sensibel und intensiv gespielt. Großartig.“